# Pedro de Alcántara Álvarez de Toledo y Palafox
Pedro de Alcántara Álvarez de Toledo y Palafox (Madrid, 11 de mayo de 1803 - Ibídem, 10 de enero de 1867), XIII marqués de Villafranca y grande de España, fue un diplomático español que tuvo un destacado papel en las relaciones exteriores del bando carlista durante la primera guerra carlista, ya que ostentó la representación de don Carlos en las cortes de Viena y San Petersburgo.

## Biografía

### Primeros años
Tercero de los hijos de Francisco de Borja Álvarez de Toledo, XII marqués de Villafranca y María Tomasa Palafox y Portocarrero, nació en el palacio familiar de Madrid el 11 de mayo de 1803. Al día siguiente, fue bautizado en la vecina iglesia de San Andrés con el nombre de Pedro de Alcántara en honor a su tío y padrino el conde de Miranda, hermano de su padre. Fue educado junto a su hermano mayor Francisco, duque de Fernandina, cuya muerte prematura en 1816 le convirtió en heredero de la casa de Villafranca.
El 25 de agosto de 1819, fue nombrado gentilhombre de cámara con ejercicio y servidumbre.

### Un Grande carlista
Convencido de los sagrados derechos de V.M. al trono de sus Abuelos desde la muerte del augusto hermano de V.M., q.e.p.d., se decidió a no prestarse a ningún acto que pudiera exigirle el gobierno usurpador. En consecuencia de este principio, no contestó a ninguno de los oficios que le pasaron para que manifestase si se hallaba con las circunstancias que requería el Estatuto Real para ser admitido en la clase de Próceres, ni para presentar los documentos que que se exigían; antes al contrario, mandó a su procurador no hiciese la presentación de títulos que se pedían, lo cual ha proporcionado al exponente la satisfacción de no ver figurar su nombre entre los demás individuos que componían aquella ilegítima reunión.
Villafranca a don Carlos, 4 de noviembre de 1835

En los primeros meses de 1837, los carlistas decidieron cambiar de estrategia tras el frustrado intento de tomar Bilbao y ante la urgencia de liberar al territorio vasco-navarro de la presión fiscal que soportaba para sostener su ejército y hacienda. Siguiendo un viejo plan de Zumalacárregui, se congregó la llamada Expedición Real, una fuerza de más de diez mil hombres, encabezada por el propio pretendiente, que pretendía sublevar a sus partidarios en territorio isabelino y, uniéndose a los grupos armados carlistas de Cataluña y el Maestrazgo, tomar Madrid. Además, parecía contarse con la colaboración de la reina María Cristina, que había hecho llegar proposiciones transaccionistas a don Carlos después de los sucesos de 1836 que le obligaron a reimplantar la constitución de Cádiz y nombrar un gobierno progresista. De este modo, el 15 de mayo, Villafranca salió de Estella en las filas de la expedición, pues con los otros Grandes debía seguir desempeñando sus funciones de gentilhombre durante la campaña, y el día 17 acompañó a don Carlos en el paso del Arga, el momento a partir del cual se adentraban en territorio enemigo.

#### Misión en Rusia (1837-1839)
A finales de junio, una vez la expedición había cruzado el Ebro, don Carlos lanzó una ofensiva diplomática enviando emisarios a las cortes de las potencias afines para informar del avance victorioso de la campaña y solicitar su reconocimiento formal como rey de España. Se creía que este acto de apoyo explícito a su causa supondría un golpe de efecto definitivo en la contienda y neutralizaría la activa implicación del Reino Unido y Francia a favor del bando isabelino. Así, el marqués de Monesterio partió en misión a La Haya, Viena y Berlín, el conde de Orgaz a las cortes italianas, y el marqués de Villafranca a Rusia, donde debía quedar como embajador permanente ante el zar Nicolás I. Villafranca dejó el cuartel real en Cherta con dirección a San Petersburgo, pasando por París donde había de entrevistarse con el marqués de Labrador, jefe de la diplomacia carlista y representante de la causa en la capital francesa, que le instruiría sobre las interioridades de la política rusa.
Hasta entonces, el gobierno ruso había mostrado bastante indiferencia hacia don Carlos y si no reconoció a Isabel II fue por su política de actuar de acuerdo con las otras potencias absolutistas, Austria y Prusia. De las tres naciones, Austria era la que más decididamente apoyaba a los carlistas, en gran medida debido a la convicción personal del canciller Metternich de la legitimidad de su causa y a la sintonía que con él tenía el conde de Alcudia, representante de don Carlos en Viena. A finales de 1835, los tres soberanos se habían reunido en Toeplitz para trazar un plan de actuación conjunto en la guerra española, y decidieron limitarse a prestar apoyo diplomático y financiero a los carlistas, sin reconocer oficialmente al pretendiente, ante la negativa de éste a aceptar un programa político moderado y para evitar un conflicto abierto con Francia y el Reino Unido. Ahora, en cambio, la coyuntura política era mucho más favorable, pues los sucesos de 1836 en España despertaron en las potencias del Norte el temor a un contagio de la revolución liberal en sus territorios, como había ocurrido en 1820 tras el pronunciamiento de Riego. Desde Rusia, las fuentes carlistas informan del profundo cambio de actitud del zar, que «habla de nuestra causa cual pudiéramos hacerlo nosotros», un panorama inmejorable para la misión de Villafranca.

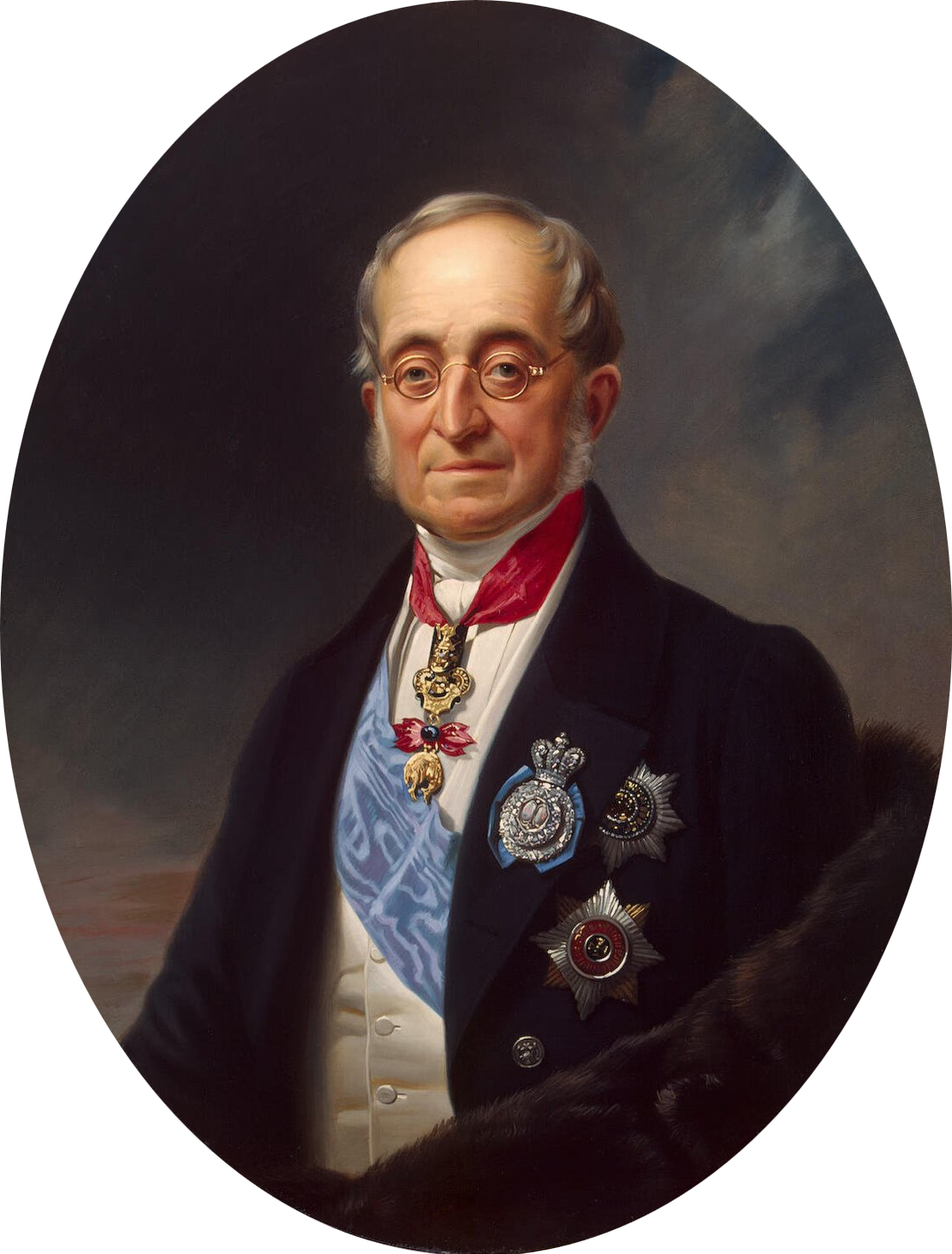
El conde Nesslerode, Franz Krüger, c. 1840. Óleo sobre lienzo, 83.5 x 65 cm. Museo del Hermitage, San Petersburgo. El vicecanciller Nesselrode, responsable de las relaciones exteriores del imperio ruso entre 1814 y 1856, fue el principal interlocutor político de Villafranca en Rusia.

Sin embargo, cuando la expedición real llegó a las puertas Madrid, la ciudad no capituló como esperaban los carlistas y don Carlos decidió no atacarla por la proximidad de un gran ejército liberal comandado por Espartero. Se dirigió en vez al norte de la provincia buscando un campo de batalla favorable, pero fue sorprendido y derrotado por las tropas isabelinas. Este fracaso acabó con la euforia inicial del viaje, y a su llegada a San Petersburgo en agosto, Villafranca no encontró el recibimiento esperado por parte del gobierno ruso. Se le dio un trato que consideró indigno en la frontera y cuando se reunió con el vicecanciller Nesselrode, le hizo saber lo incómodo de su presencia allí y puso grandes dificultades a su audiencia con el zar, que quedó pospuesta sine die.
La alta sociedad rusa, en cambio, dio una gran acogida al marqués, y según las comunicaciones diplomáticas los Villafranca frecuentaban los círculos más elitistas de la capital. El 18 de agosto, el príncipe Enrique de Hohenlohe escribe al rey de Wurtemberg, a quien representa en San Petersburgo, dándole noticias de la fiesta que ofreció a su sobrino el príncipe Federico, de viaje en Rusia. Entre los invitados, además de algunos miembros de la familia imperial como los grandes duques Miguel y Elena o el duque Pedro de Oldemburgo, «se encontraba también el marqués de Villafranca, duque de Medina Sidonia y Fernandina, que ha venido a Rusia, según me aseguran, a negociar subsidios para don Carlos de España. Dicen que es portador de una carta de este príncipe para su majestad el emperador». En otra de esas reuniones mundanas, el marqués conoció a George Dallas, entonces ministro norteamericano en Rusia, que anotó en su diario sus impresiones sobre el representante carlista:

Después de que nos presentaran, tuve una larga e interesante conversación con el marqués de Villafranca. Es el representante de don Carlos, el pretendiente español, y no parece incapaz. De alrededor de cuarenta años de edad, extermidades curvas, pelo y ojos negro azabache, bigote espeso y tez morena, es un Grande de aspecto joven pero severo. Anterioremente, ha ocupado distintos puestos en Nápoles y Viena representando a su país, del que lleva más de ocho años ausente. Discreto y sin pretensiones, parece bastante consciente de la peculiaridad de su situación aquí.
23 de diciembre de 1837

Pronto mejoró su situación, pues las presiones del embajador austriaco lograron una mayor deferencia del gobierno con Villafranca, en particular atendiendo a su elevada posición y a su calidad de grande de España. La condesa Nesselrode, esposa del vicecanciller, organizó una baile su honor, en palabras del marqués, «para reparar la mala impresión que me causó la frialdad con que fui recibido», pero su entrevista con el emperador continuó posponiéndose bajo distintos pretextos. Primero porque el soberano debía marchar de maniobras, luego por la cuestión protocolaria del tratamiento de don Carlos, alteza o majestad, y últimamente porque se le quería recibir como súbdito napolitano, dadas sus numerosas propiedades y títulos en ese reino. Por fin en diciembre, el marqués logró presentarse ante Nicolás I y entregarle la misiva de don Carlos que le acreditaba como su representante y solicitaba su reconocimiento como rey de España. Tras la reunión, Villafranca informó a la secretaría de Estado carlista que dudaba se diese ningún paso en favor del reconocimiento, a pesar de las grandes atenciones que desplegó el zar y el vivo interés que demostró por los hechos bélicos de la contienda. En su opinión, la única posibilidad de que Rusia cambiase su postura era que las gestiones de Alcudia en Austria tuviesen éxito, ya que «la conducta de este gobierno se arreglará siempre a la del de Viena, aunque con mayor frialdad».
De todos modos, las circunstancias habían empeorado, con las noticias del regreso de la expedición real a territorio vasco, espoleada por el ejército isabelino, y el estallido de las primeras divisiones internas, como el procesamiento de los generales Zaratiegui y Elío por su actuación durante la campaña. Ante este panorama, el reconocimiento dejó de ser una prioridad para los carlistas frente a la acuciante necesidad de ayuda económica. La secretaría de Estado carlista cifró el montante del subsidio en doce millones de francos, y Villafranca recibió instrucciones para que centrase su actividad en lograr que el gobierno ruso accediese a aportar su parte. Además, se envió al barón de los Valles en misión extraordinaria a San Petersburgo para impulsar la colaboración rusa.  La fama de aventurero que precedía a este personaje causó embarazo al marqués, que no obstante se encargó de allanarle el camino en la corte, de modo que poco después de su llegada en enero de 1838, el barón pudo reunirse con Nesselrode, el día 28, y con el propio zar, el 30. Ante ellos, el barón sostuvo la teoría carlista de la falta de medios económicos como la principal causa del fracaso de la expedición real, e insistió en la urgencia del envío de fondos para poder acabar la guerra.

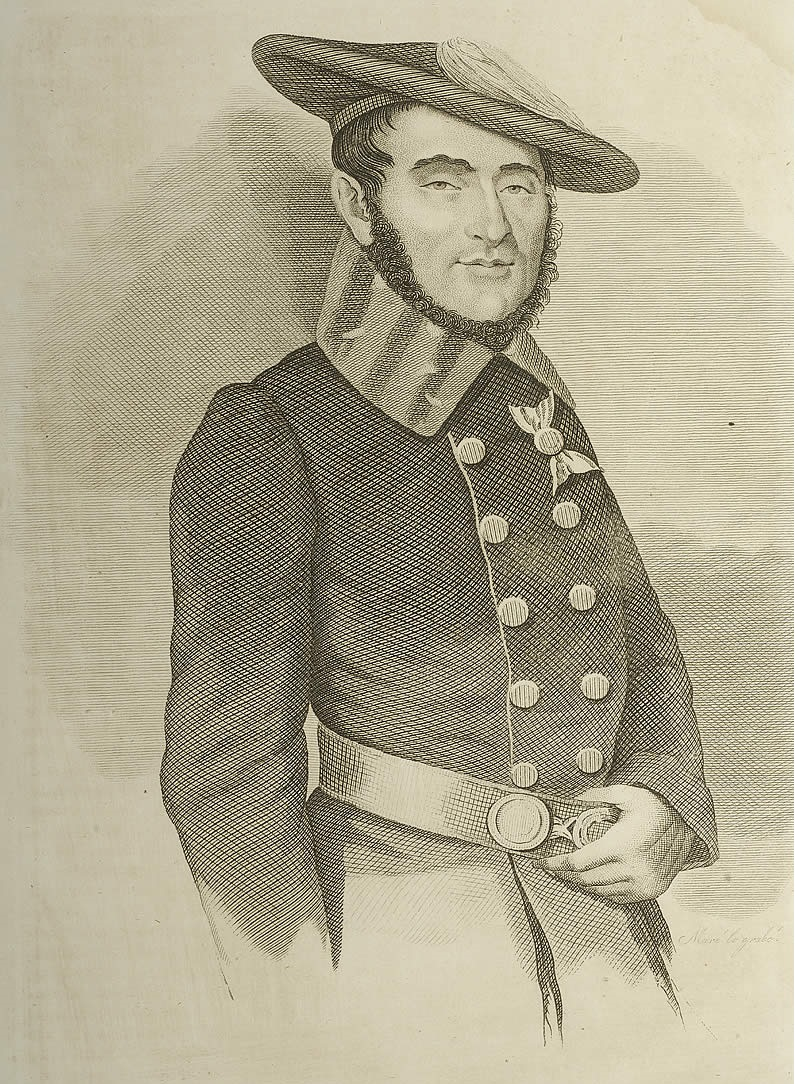
El barón de los Valles, Pedro Celestino Maré, 1840. Grabado, 17 x 13 cm. Auguet de Saint-Sylvain, titulado barón de los Valles por don Carlos tras organizar su huida del Reino Unido en 1834, era un legitimista francés emigrado a España tras la caída de Carlos X. En 1838, siendo embajador Villafranca, fue enviado a Rusia para solicitar fondos al zar.

El barón quedó encantado con las buenas palabras y el trato del zar, y aunque no obtuvo una respuesta concreta sino vaguedades, escribió a la secretaría de Estado carlista dando grandes esperanzas de colaboración rusa. Villafranca no era tan optimista, consciente de la superficialidad de las formas y la doblez del gobierno, pues si bien se tenían con él grandes consideraciones -el embajador sardo señala que «el emperador y la familia imperial tratan al matrimonio Villafranca con especial amabilidad, incluso en público»-, al mismo tiempo se vetaba su nombre en la prensa para evitar compromisos con el Reino Unido. Cuando en marzo las potencias del Norte aportaron una nueva remesa de nueve millones de francos, el barón de los Valles trató de arrogarse el éxito de la participación de Rusia, pero en realidad todo había sido organizado vía Viena en noviembre, en un acuerdo auspiciado por Metternich en connivencia con Alcudia.
Tras este envío de fondos, las potencias quisieron fiscalizar su gestión y enviaron al conde Plettemberg a España para que la evaluase en el terreno. Su viaje coincidió con el fracaso de la expedición del conde de Negri, que confirmaba el confinamiento de los carlistas en el territorio vasco-navarro, el cual, exhausto de sostener el ejército del pretendiente y arruinado por el bloqueo comercial del enemigo, era escenario de las primeras sublevaciones contra el dominio carlista, como la de Muñagorri en Guipúzcoa. Estos incidentes tuvieron gran repercusión internacional y agravaron el descrédito de la causa entre las naciones afines. Desde Rusia, Villafranca transmite la mala impresión generalizada del avance de la guerra y sus dudas sobre la continuidad de la ayuda económica: «dicen generalmente que falta a S.M. un buen general, temen que los fondos sean inútiles por ese motivo y que, continuando, es fuerza que se pidan más, algo que incomodaría aquí como en Austria y Prusia en las actuales circunstancias». Efectivamente, a su regreso en junio, Plettemberg entregó un informe a los embajadores de las tres naciones en París en el que desaconsejaba encarecidamente seguir financiando a los carlistas.
El gobierno ruso comenzó entonces a inclinarse hacia la idea de un pacto entre carlistas e isabelinos para acabar con la guerra, y se hicieron numerosas insinuaciones a Villafranca en este sentido. También se mostraba gran preocupación por el carácter bárbaro que estaba tomando la contienda, y en diciembre el propio zar recalcó al marqués la necesidad de evitar atrocidades innecesarias, en particular el cruel sistema de represalias del general Cabrera. Este desvelo por los horrores de la guerra era fruto de una campaña propagandística del Foreign Office británico, con gran repercusión en una Rusia en pleno acercamiento diplomático al Reino Unido. Además, la evolución de los hechos bélicos en España, claramente favorable a los liberales, hacía cada vez más complicaba la posición de Villafranca en San Petersburgo. 
En febrero de 1839, el general Maroto fusiló en Estella a varios jefes de la facción integrista. Don Carlos, instigado por su confidente y secretario de Estado Arias Teijeiro, miembro de dicha facción, desautorizó públicamente a Maroto y lo declaró traidor, pero acabó retractándose pocos días después, presionado por algunos de sus más importantes generales. Este asunto causó un grave perjuicio a la imagen exterior del carlismo, pues quedaron expuestas sus profundas divisiones internas, antagónicas hasta a la beligerancia, y planteaba dudas sobre la capacidad del pretendiente, que había mostrado claros signos de debilidad. Ahora al mando, Maroto impulsó el nombramiento de un nuevo equipo ministerial de tendencia moderada que lanzó una campaña diplomática solicitando nuevos subsidios a las potencias amigas. Esta vez, se aceptaban condiciones que los carlistas habían rechazado sistemáticamente: el control de la gestión de los fondos y la presencia en el gobierno de consejeros político-militares enviados por las cortes absolutistas. Pero estas concesiones de poco servía ya, en mayo Nicolás I se negó a recibir a Villafranca, que debía entregarle una nueva carta de don Carlos, y Nesselrode le dejó claro que las potencias no continuarían financiando a los carlistas. Así, en julio, se autorizó al marqués a abandonar Rusia, y partió a Sicilia donde debía atender asuntos de su patrimonio.

### Vuelta a España
En 1847 se le levantó el secuestro de su patrimonio por mediación de su hijo, por lo que abandonó el Carlismo y se integró en la corte de Isabel II de España. Obtuvo los cargos de gentilhombre de cámara y  senador del Reino. Murió en Madrid, el 10 de enero de 1867, siendo teniente hermano mayor de la Real Maestranza de Caballería de Sevilla y habiendo sido condecorado con la gran cruz de la Orden de Carlos III.
Como primo hermano de la emperatriz Eugenia, Villafranca tuvo un papel destacado del visita oficial que trajo a la consorte de Napoleón III a su país natal en octubre de 1863. El marqués, junto a otras autoridades, acudió a recibirla en el puerto de Valencia y, coincidiendo con el paso de la soberana por Sevilla, organizó una montería en su honor en el coto de Doñana, su inmensa propiedad junto a la desembocadura del Guadalquivir. La emperatriz descendió el río en un buque de guerra, acompañada de la princesa Ana Murat, y fue recibida por el primogénito del marqués, el duque de Fernandina, que tomó el papel de anfitrión, pues la avanzada edad de su padre le impedía tomar parte en este tipo de actividades. La jornada de caza, en la que se lanceó un jabalí, fue narrada en detalle en el siguiente número de Le Monde Illustré.
El año de 1865, de preocupante inestabilidad política, fue especialmente duro para el marqués por los numerosos dramas que golpearon a su familia. En julio, su hija la duquesa de la Alcudia murió accidentalmente durante su estancia en los baños de Lucca al incendiarse su vestido con una estufa, en una dramática escena presenciada por su marido y los tres hijos del matrimonio, el menor apenas un recién nacido. Pocos meses después, el benjamín de los Villafranca, Carlos, contrajo la fiebre ardiente hallándose destacado con su regimiento en Valladolid y se suicidó en un acceso de delirio propio de la enfermedad. El suceso ocurría además en vísperas de la próxima boda del joven oficial.

## Familia

### Descendencia
El 12 de septiembre de 1822, el marqués se casó en la iglesia de San Martín con Joaquina de Silva y Téllez-Girón, nacida en Madrid el 7 de marzo de 1802 e hija de José de Silva Bazan, X marqués de Santa Cruz, grande de España y mayordomo mayor del rey, y de Joaquina Téllez-Girón, II condesa de Osiló, de los duques de Osuna. Fue una doble ceremonia, en la que también se casaron el marqués de Alcañices e Inés de Silva, hermana de la novia. Los marqueses de Villafranca formaron un matrimonio muy unido y tuvieron ocho hijos:
- Isabel (1823-1867), casada con el príncipe Juan Andrea Colonna, XIV duque de Paliano, grande de España y príncipe asistente al solio pontificio, hijo del príncipe Aspreno Colonna, XIII duque de Paliano, y de Juana Cattaneo della Volta, de los príncipes de San Nicandro. Con sucesión.
- Teresa (1824-1883), mujer de su tío Ignacio Álvarez de Toledo, XVII conde de Sclafani, hermano de su padre. Con sucesión.
- José (1826-1900), XII duque de Fernandina y, a la muerte de su padre, XVIII duque de Medina Sidonia y grande de España.[nota 6] Casado con su prima Rosalía Caro y Álvarez de Toledo, hija de Pedro Caro, IV marqués de la Romana, grande de España, y de María Tomasa Álvarez de Toledo y Palafox, hermana del marqués. Con sucesión.
- María (1830-1897), XX condesa de Golisano por cesión de su padre. Esposa de Cayetano de Vito Piscicelli, hijo de Antonio de Vito Piscicelli y de María Carmela de Sangro, de los príncipes de Fondi. Con sucesión.
- Rosalía (1833-1865), casada con Adolfo Ruspoli, II duque de la Alcudia y grande de España, hijo del príncipe Camilo Ruspoli, de los príncipes de Cerveteri, y de Carlota Luisa Godoy, II duquesa de Sueca, grande de España. Con sucesión.
- Alonso (1835-1895), XI marqués de Martorell por cesión de su padre. Casado con Genoveva de Samaniego, X condesa de la Ventosa y después, en sucesión de su hermano, V marquesa de Miraflores y grande de España. Era hija de Manuel de Samaniego, IX vizconde de la Armería, de los condes de Torrejón, y de Carolina de Pando, III marquesa de Miraflores y grande de España. Con sucesión.
- Pedro (1841-1898), IX marqués de Villanueva de Valdueza por cesión de su padre. Marido de María del Milagro de Lara y San Juan, hija del teniente general Juan de Lara e Irigoyen, que fue ministro de la Guerra, y de María Dolores San Juan y Carmona. Sin descendencia.
- Carlos (1842-1865), muerto soltero.

La marquesa de Villafranca sobrevivió seis años a su marido y murió en su villa de Portici, cerca de Nápoles, el 22 de septiembre de 1876.

### Antepasados
| \| \| \| \| \| \| \| \| \| \| \| \| \| \| \| \| \| \| \| \| 16. José Fadrique de Toledo Osorio, VIII marqués de Villafranca \| \| \| \| \| \| \| \| \| \| \| \| \| \| \| \| \| \| \| \| \| \| \| \| \| \| \| \| \| \| \| \| \| \| \| \| \| \| \| \| \| \| \| \| \| \| \| \| \| \| \| \| \| \| 8. Fadrique Vicente de Toledo Osorio, IX marqués de Villafranca \| \| \| \| \| \| \| \| \| \| \| \| \| \| \| \| \| \| \| \| \| \| \| \| \| \| \| \| \| \| \| \| \| \| \| \| \| \| \| \| \| \| \| \| \| \| \| \| \| \| \| \| \| \| 17. Catalina de Moncada y Aragón, IX duquesa de Montalto \| \| \| \| \| \| \| \| \| \| \| \| \| \| \| \| \| \| \| \| \| \| \| \| \| \| \| \| \| \| \| \| \| \| \| \| \| \| \| \| \| \| \| \| \| \| \| \| \| \| \| \| \| \| 4. Antonio Álvarez de Toledo Osorio, X marqués de Villafranca \| \| \| \| \| \| \| \| \| \| \| \| \| \| \| \| \| \| \| \| \| \| \| \| \| \| \| \| \| \| \| \| \| \| \| \| \| \| \| \| \| \| \| \| \| \| \| \| \| \| \| \| \| \| 18. Manuel Alonso Pérez de Guzmán, XII duque de Medina Sidonia \| \| \| \| \| \| \| \| \| \| \| \| \| \| \| \| \| \| \| \| \| \| \| \| \| \| \| \| \| \| \| \| \| \| \| \| \| \| \| \| \| \| \| \| \| \| \| \| \| \| \| \| \| \| 9. Juana Pérez de Guzmán el Bueno y Silva \| \| \| \| \| \| \| \| \| \| \| \| \| \| \| \| \| \| \| \| \| \| \| \| \| \| \| \| \| \| \| \| \| \| \| \| \| \| \| \| \| \| \| \| \| \| \| \| \| \| \| \| \| \| 19. Luisa María de Silva y Mendoza \| \| \| \| \| \| \| \| \| \| \| \| \| \| \| \| \| \| \| \| \| \| \| \| \| \| \| \| \| \| \| \| \| \| \| \| \| \| \| \| \| \| \| \| \| \| \| \| \| \| \| \| \| \| 2. Francisco de Borja Álvarez de Toledo, XII marqués de Villafranca \| \| \| \| \| \| \| \| \| \| \| \| \| \| \| \| \| \| \| \| \| \| \| \| \| \| \| \| \| \| \| \| \| \| \| \| \| \| \| \| \| \| \| \| \| \| \| \| \| \| \| \| \| \| 20. Fernando Gonzaga, III príncipe de Castiglione \| \| \| \| \| \| \| \| \| \| \| \| \| \| \| \| \| \| \| \| \| \| \| \| \| \| \| \| \| \| \| \| \| \| \| \| \| \| \| \| \| \| \| \| \| \| \| \| \| \| \| \| \| \| 10. Francisco Gonzaga, I duque de Solferino \| \| \| \| \| \| \| \| \| \| \| \| \| \| \| \| \| \| \| \| \| \| \| \| \| \| \| \| \| \| \| \| \| \| \| \| \| \| \| \| \| \| \| \| \| \| \| \| \| \| \| \| \| \| 21. princesa Laura Pico de la Mirándola \| \| \| \| \| \| \| \| \| \| \| \| \| \| \| \| \| \| \| \| \| \| \| \| \| \| \| \| \| \| \| \| \| \| \| \| \| \| \| \| \| \| \| \| \| \| \| \| \| \| \| \| \| \| 5. María Antonia Gonzaga y Caracciolo \| \| \| \| \| \| \| \| \| \| \| \| \| \| \| \| \| \| \| \| \| \| \| \| \| \| \| \| \| \| \| \| \| \| \| \| \| \| \| \| \| \| \| \| \| \| \| \| \| \| \| \| \| \| 22. Carmíneo Caracciolo, V príncipe de Santo Buono \| \| \| \| \| \| \| \| \| \| \| \| \| \| \| \| \| \| \| \| \| \| \| \| \| \| \| \| \| \| \| \| \| \| \| \| \| \| \| \| \| \| \| \| \| \| \| \| \| \| \| \| \| \| 11. Julia Caracciolo \| \| \| \| \| \| \| \| \| \| \| \| \| \| \| \| \| \| \| \| \| \| \| \| \| \| \| \| \| \| \| \| \| \| \| \| \| \| \| \| \| \| \| \| \| \| \| \| \| \| \| \| \| \| 23. Constanza Ruffo \| \| \| \| \| \| \| \| \| \| \| \| \| \| \| \| \| \| \| \| \| \| \| \| \| \| \| \| \| \| \| \| \| \| \| \| \| \| \| \| \| \| \| \| \| \| \| \| \| \| \| \| \| \| 1. Pedro de Alcántara Álvarez de Toledo, XIII marqués de Villafranca \| \| \| \| \| \| \| \| \| \| \| \| \| \| \| \| \| \| \| \| \| \| \| \| \| \| \| \| \| \| \| \| \| \| \| \| \| \| \| \| \| \| \| \| \| \| \| \| \| \| \| \| \| \| 24. Juan Antonio de Palafox, V marqués de Ariza \| \| \| \| \| \| \| \| \| \| \| \| \| \| \| \| \| \| \| \| \| \| \| \| \| \| \| \| \| \| \| \| \| \| \| \| \| \| \| \| \| \| \| \| \| \| \| \| \| \| \| \| \| \| 12. Joaquín Antonio de Palafox, VI marqués de Ariza \| \| \| \| \| \| \| \| \| \| \| \| \| \| \| \| \| \| \| \| \| \| \| \| \| \| \| \| \| \| \| \| \| \| \| \| \| \| \| \| \| \| \| \| \| \| \| \| \| \| \| \| \| \| 25. Francisca Centurión, IV marquesa de Armunia \| \| \| \| \| \| \| \| \| \| \| \| \| \| \| \| \| \| \| \| \| \| \| \| \| \| \| \| \| \| \| \| \| \| \| \| \| \| \| \| \| \| \| \| \| \| \| \| \| \| \| \| \| \| 6. Felipe Antonio de Palafox y Croy \| \| \| \| \| \| \| \| \| \| \| \| \| \| \| \| \| \| \| \| \| \| \| \| \| \| \| \| \| \| \| \| \| \| \| \| \| \| \| \| \| \| \| \| \| \| \| \| \| \| \| \| \| \| 26. Juan Bautista de Croy, V duque de Havré \| \| \| \| \| \| \| \| \| \| \| \| \| \| \| \| \| \| \| \| \| \| \| \| \| \| \| \| \| \| \| \| \| \| \| \| \| \| \| \| \| \| \| \| \| \| \| \| \| \| \| \| \| \| 13. princesa Mariana de Croy \| \| \| \| \| \| \| \| \| \| \| \| \| \| \| \| \| \| \| \| \| \| \| \| \| \| \| \| \| \| \| \| \| \| \| \| \| \| \| \| \| \| \| \| \| \| \| \| \| \| \| \| \| \| 27. Mariana Lante Montefeltro della Rovere \| \| \| \| \| \| \| \| \| \| \| \| \| \| \| \| \| \| \| \| \| \| \| \| \| \| \| \| \| \| \| \| \| \| \| \| \| \| \| \| \| \| \| \| \| \| \| \| \| \| \| \| \| \| 3. María Tomasa de Palafox y Portocarrero \| \| \| \| \| \| \| \| \| \| \| \| \| \| \| \| \| \| \| \| \| \| \| \| \| \| \| \| \| \| \| \| \| \| \| \| \| \| \| \| \| \| \| \| \| \| \| \| \| \| \| \| \| \| 28. Cristóbal Portocarrero, V conde de Montijo \| \| \| \| \| \| \| \| \| \| \| \| \| \| \| \| \| \| \| \| \| \| \| \| \| \| \| \| \| \| \| \| \| \| \| \| \| \| \| \| \| \| \| \| \| \| \| \| \| \| \| \| \| \| 14. Cristóbal Portocarrero, V marqués de Valderrábano \| \| \| \| \| \| \| \| \| \| \| \| \| \| \| \| \| \| \| \| \| \| \| \| \| \| \| \| \| \| \| \| \| \| \| \| \| \| \| \| \| \| \| \| \| \| \| \| \| \| \| \| \| \| 29. María Dominga Fernández de Córdoba y Portocarrero \| \| \| \| \| \| \| \| \| \| \| \| \| \| \| \| \| \| \| \| \| \| \| \| \| \| \| \| \| \| \| \| \| \| \| \| \| \| \| \| \| \| \| \| \| \| \| \| \| \| \| \| \| \| 7. María Francisca de Sales Portocarrero, VI condesa de Montijo \| \| \| \| \| \| \| \| \| \| \| \| \| \| \| \| \| \| \| \| \| \| \| \| \| \| \| \| \| \| \| \| \| \| \| \| \| \| \| \| \| \| \| \| \| \| \| \| \| \| \| \| \| \| 30. Antonio López de Zúñiga Chaves Chacón, XIII conde de Miranda \| \| \| \| \| \| \| \| \| \| \| \| \| \| \| \| \| \| \| \| \| \| \| \| \| \| \| \| \| \| \| \| \| \| \| \| \| \| \| \| \| \| \| \| \| \| \| \| \| \| \| \| \| \| 15. María Josefa López de Zúñiga y Pacheco \| \| \| \| \| \| \| \| \| \| \| \| \| \| \| \| \| \| \| \| \| \| \| \| \| \| \| \| \| \| \| \| \| \| \| \| \| \| \| \| \| \| \| \| \| \| \| \| \| \| \| \| \| \| 31. María Teresa Pacheco Téllez-Girón \| \| \| \| \| \| \| \| \| \| \| \| \| \| \| \| \| \| \| \| \| \| \| \| \| \| \| \| \| \| \| \| \| \| \| \| \| \| \| \| \| \| \| \| \| \| \| \| \| \| \| \| |                                                                      |  |  |  |  |  |  |  |  |  |  |  |  |  |  |  |
| |                                                                      |  |  |  |  |  |  |  |  |  |  |  |  |  |  |  |
| | 16. José Fadrique de Toledo Osorio, VIII marqués de Villafranca      |  |  |  |  |  |  |  |  |  |  |  |  |  |  |  |
| |                                                                      |  |  |  |  |  |  |  |  |  |  |  |  |  |  |  |
| |                                                                      |  |  |  |  |  |  |  |  |  |  |  |  |  |  |  |
| | 8. Fadrique Vicente de Toledo Osorio, IX marqués de Villafranca      |  |  |  |  |  |  |  |  |  |  |  |  |  |  |  |
| |                                                                      |  |  |  |  |  |  |  |  |  |  |  |  |  |  |  |
| |                                                                      |  |  |  |  |  |  |  |  |  |  |  |  |  |  |  |
| | 17. Catalina de Moncada y Aragón, IX duquesa de Montalto             |  |  |  |  |  |  |  |  |  |  |  |  |  |  |  |
| |                                                                      |  |  |  |  |  |  |  |  |  |  |  |  |  |  |  |
| |                                                                      |  |  |  |  |  |  |  |  |  |  |  |  |  |  |  |
| | 4. Antonio Álvarez de Toledo Osorio, X marqués de Villafranca        |  |  |  |  |  |  |  |  |  |  |  |  |  |  |  |
| |                                                                      |  |  |  |  |  |  |  |  |  |  |  |  |  |  |  |
| |                                                                      |  |  |  |  |  |  |  |  |  |  |  |  |  |  |  |
| | 18. Manuel Alonso Pérez de Guzmán, XII duque de Medina Sidonia       |  |  |  |  |  |  |  |  |  |  |  |  |  |  |  |
| |                                                                      |  |  |  |  |  |  |  |  |  |  |  |  |  |  |  |
| |                                                                      |  |  |  |  |  |  |  |  |  |  |  |  |  |  |  |
| | 9. Juana Pérez de Guzmán el Bueno y Silva                            |  |  |  |  |  |  |  |  |  |  |  |  |  |  |  |
| |                                                                      |  |  |  |  |  |  |  |  |  |  |  |  |  |  |  |
| |                                                                      |  |  |  |  |  |  |  |  |  |  |  |  |  |  |  |
| | 19. Luisa María de Silva y Mendoza                                   |  |  |  |  |  |  |  |  |  |  |  |  |  |  |  |
| |                                                                      |  |  |  |  |  |  |  |  |  |  |  |  |  |  |  |
| |                                                                      |  |  |  |  |  |  |  |  |  |  |  |  |  |  |  |
| | 2. Francisco de Borja Álvarez de Toledo, XII marqués de Villafranca  |  |  |  |  |  |  |  |  |  |  |  |  |  |  |  |
| |                                                                      |  |  |  |  |  |  |  |  |  |  |  |  |  |  |  |
| |                                                                      |  |  |  |  |  |  |  |  |  |  |  |  |  |  |  |
| | 20. Fernando Gonzaga, III príncipe de Castiglione                    |  |  |  |  |  |  |  |  |  |  |  |  |  |  |  |
| |                                                                      |  |  |  |  |  |  |  |  |  |  |  |  |  |  |  |
| |                                                                      |  |  |  |  |  |  |  |  |  |  |  |  |  |  |  |
| | 10. Francisco Gonzaga, I duque de Solferino                          |  |  |  |  |  |  |  |  |  |  |  |  |  |  |  |
| |                                                                      |  |  |  |  |  |  |  |  |  |  |  |  |  |  |  |
| |                                                                      |  |  |  |  |  |  |  |  |  |  |  |  |  |  |  |
| | 21. princesa Laura Pico de la Mirándola                              |  |  |  |  |  |  |  |  |  |  |  |  |  |  |  |
| |                                                                      |  |  |  |  |  |  |  |  |  |  |  |  |  |  |  |
| |                                                                      |  |  |  |  |  |  |  |  |  |  |  |  |  |  |  |
| | 5. María Antonia Gonzaga y Caracciolo                                |  |  |  |  |  |  |  |  |  |  |  |  |  |  |  |
| |                                                                      |  |  |  |  |  |  |  |  |  |  |  |  |  |  |  |
| |                                                                      |  |  |  |  |  |  |  |  |  |  |  |  |  |  |  |
| | 22. Carmíneo Caracciolo, V príncipe de Santo Buono                   |  |  |  |  |  |  |  |  |  |  |  |  |  |  |  |
| |                                                                      |  |  |  |  |  |  |  |  |  |  |  |  |  |  |  |
| |                                                                      |  |  |  |  |  |  |  |  |  |  |  |  |  |  |  |
| | 11. Julia Caracciolo                                                 |  |  |  |  |  |  |  |  |  |  |  |  |  |  |  |
| |                                                                      |  |  |  |  |  |  |  |  |  |  |  |  |  |  |  |
| |                                                                      |  |  |  |  |  |  |  |  |  |  |  |  |  |  |  |
| | 23. Constanza Ruffo                                                  |  |  |  |  |  |  |  |  |  |  |  |  |  |  |  |
| |                                                                      |  |  |  |  |  |  |  |  |  |  |  |  |  |  |  |
| |                                                                      |  |  |  |  |  |  |  |  |  |  |  |  |  |  |  |
| | 1. Pedro de Alcántara Álvarez de Toledo, XIII marqués de Villafranca |  |  |  |  |  |  |  |  |  |  |  |  |  |  |  |
| |                                                                      |  |  |  |  |  |  |  |  |  |  |  |  |  |  |  |
| |                                                                      |  |  |  |  |  |  |  |  |  |  |  |  |  |  |  |
| | 24. Juan Antonio de Palafox, V marqués de Ariza                      |  |  |  |  |  |  |  |  |  |  |  |  |  |  |  |
| |                                                                      |  |  |  |  |  |  |  |  |  |  |  |  |  |  |  |
| |                                                                      |  |  |  |  |  |  |  |  |  |  |  |  |  |  |  |
| | 12. Joaquín Antonio de Palafox, VI marqués de Ariza                  |  |  |  |  |  |  |  |  |  |  |  |  |  |  |  |
| |                                                                      |  |  |  |  |  |  |  |  |  |  |  |  |  |  |  |
| |                                                                      |  |  |  |  |  |  |  |  |  |  |  |  |  |  |  |
| | 25. Francisca Centurión, IV marquesa de Armunia                      |  |  |  |  |  |  |  |  |  |  |  |  |  |  |  |
| |                                                                      |  |  |  |  |  |  |  |  |  |  |  |  |  |  |  |
| |                                                                      |  |  |  |  |  |  |  |  |  |  |  |  |  |  |  |
| | 6. Felipe Antonio de Palafox y Croy                                  |  |  |  |  |  |  |  |  |  |  |  |  |  |  |  |
| |                                                                      |  |  |  |  |  |  |  |  |  |  |  |  |  |  |  |
| |                                                                      |  |  |  |  |  |  |  |  |  |  |  |  |  |  |  |
| | 26. Juan Bautista de Croy, V duque de Havré                          |  |  |  |  |  |  |  |  |  |  |  |  |  |  |  |
| |                                                                      |  |  |  |  |  |  |  |  |  |  |  |  |  |  |  |
| |                                                                      |  |  |  |  |  |  |  |  |  |  |  |  |  |  |  |
| | 13. princesa Mariana de Croy                                         |  |  |  |  |  |  |  |  |  |  |  |  |  |  |  |
| |                                                                      |  |  |  |  |  |  |  |  |  |  |  |  |  |  |  |
| |                                                                      |  |  |  |  |  |  |  |  |  |  |  |  |  |  |  |
| | 27. Mariana Lante Montefeltro della Rovere                           |  |  |  |  |  |  |  |  |  |  |  |  |  |  |  |
| |                                                                      |  |  |  |  |  |  |  |  |  |  |  |  |  |  |  |
| |                                                                      |  |  |  |  |  |  |  |  |  |  |  |  |  |  |  |
| | 3. María Tomasa de Palafox y Portocarrero                            |  |  |  |  |  |  |  |  |  |  |  |  |  |  |  |
| |                                                                      |  |  |  |  |  |  |  |  |  |  |  |  |  |  |  |
| |                                                                      |  |  |  |  |  |  |  |  |  |  |  |  |  |  |  |
| | 28. Cristóbal Portocarrero, V conde de Montijo                       |  |  |  |  |  |  |  |  |  |  |  |  |  |  |  |
| |                                                                      |  |  |  |  |  |  |  |  |  |  |  |  |  |  |  |
| |                                                                      |  |  |  |  |  |  |  |  |  |  |  |  |  |  |  |
| | 14. Cristóbal Portocarrero, V marqués de Valderrábano                |  |  |  |  |  |  |  |  |  |  |  |  |  |  |  |
| |                                                                      |  |  |  |  |  |  |  |  |  |  |  |  |  |  |  |
| |                                                                      |  |  |  |  |  |  |  |  |  |  |  |  |  |  |  |
| | 29. María Dominga Fernández de Córdoba y Portocarrero                |  |  |  |  |  |  |  |  |  |  |  |  |  |  |  |
| |                                                                      |  |  |  |  |  |  |  |  |  |  |  |  |  |  |  |
| |                                                                      |  |  |  |  |  |  |  |  |  |  |  |  |  |  |  |
| | 7. María Francisca de Sales Portocarrero, VI condesa de Montijo      |  |  |  |  |  |  |  |  |  |  |  |  |  |  |  |
| |                                                                      |  |  |  |  |  |  |  |  |  |  |  |  |  |  |  |
| |                                                                      |  |  |  |  |  |  |  |  |  |  |  |  |  |  |  |
| | 30. Antonio López de Zúñiga Chaves Chacón, XIII conde de Miranda     |  |  |  |  |  |  |  |  |  |  |  |  |  |  |  |
| |                                                                      |  |  |  |  |  |  |  |  |  |  |  |  |  |  |  |
| |                                                                      |  |  |  |  |  |  |  |  |  |  |  |  |  |  |  |
| | 15. María Josefa López de Zúñiga y Pacheco                           |  |  |  |  |  |  |  |  |  |  |  |  |  |  |  |
| |                                                                      |  |  |  |  |  |  |  |  |  |  |  |  |  |  |  |
| |                                                                      |  |  |  |  |  |  |  |  |  |  |  |  |  |  |  |
| | 31. María Teresa Pacheco Téllez-Girón                                |  |  |  |  |  |  |  |  |  |  |  |  |  |  |  |
| |                                                                      |  |  |  |  |  |  |  |  |  |  |  |  |  |  |  |
| |                                                                      |  |  |  |  |  |  |  |  |  |  |  |  |  |  |  |

## Títulos, honores y condecoraciones

### Titulatura completa
Pedro de Alcántara Álvarez de Toledo, Osorio, Palafox y Portocarrero, Pérez de Guzmán el Bueno, Aragón y Moncada, Fajardo, Requesens, Luna, Cardona, Zúñiga, Portugal, Silva y Mendoza.
- XIII marqués de Villafranca del Bierzo, grande de España.
- XVII duque de Medina Sidonia, grande de España.
- XIII marqués de los Vélez, grande de España.
- XIV duque de Montalto, grande de España.
- XII duque de Bivona.
- XI duque de Fernandina.
- XII príncipe de Paternó.
- X príncipe de Montalbán.
- VIII marqués de Villanueva de Valdueza.
- XII marqués de Molina.
- X marqués de Martorell.
- XXIV conde de Niebla.
- XVIII conde de Caltanageta.
- XIX conde de Golisano.
- XIX conde de Adernò.
- XVI conde de Sclafani.
- XX conde de Caltabellotta.

### Distinciones honoríficas
- Caballero gran cruz de la Orden de Carlos III (30 de octubre de 1862).[53]
- Caballero de la Real Maestranza de Caballería de Sevilla.[54]